# Ауде-Эйссел
А́уде-Э́йссел (на тер. Нидерландов; нидерл. Oude IJssel) / И́ссель (на тер. Германии; нем. Issel) — река в Германии и Нидерландах. Протекает по земле Северный Рейн-Вестфалия, пересекает германско-нидерландскую границу и впадает в Эйссел у города Дусбург.
Высота истока составляет примерно 56 м, высота устья — 6,7 м. Длина реки составляет 81,7 км, площадь водосборного бассейна — 1208 км².